# Victor Montalvo
Victor Montalvo, ofta benämnd enbart Victor, född 1 maj 1994 i Kissimmee, Florida, är en amerikansk dansare specialiserad inom breakdance.

## Karriär
Victor började med breakdance vid sex års ålder. Han har tagit guld vid VM 2021 och 2023 samt ett brons vid VM 2022. Han har även tagit guld vid World Games år 2022. I och med vinsten vid VM 2023 kvalificerade han sig till OS 2024. Vid OS 2024 tog han brons i breaking.